# Nshaal
Das Nshaal ist ein afrikanisches Messer. Es wurde als Statuswaffe von den Kuba und den Dengese verwendet.

## Beschreibung
Das Nshaal hat eine breitflächige, zweischneidige Klinge. Die Klinge hat einen sehr starken Mittelgrat. Vielfach sind dekorative Lochdurchbrechungen oder Ziselierungen vorhanden. Die Klinge besteht normalerweise aus Stahl, bei manchen Exemplaren ist diese aus Kupfer. Das Heft besteht aus Holz und hat einen kegelförmigen Knauf. Auch das Heft ist vielfach verziert, z. B. mit eingeschlagenen Zinnplättchen oder mit Wicklungen aus Messingdraht.